# Serie B 2004-2005 (rugby a 15)
La serie B di rugby a 15 2004-05 si è disputata dal 3 ottobre al 12 giugno e ha visto la partecipazione di 48 squadre divise in quattro gironi.
A seguito del ritiro del Messina dal girone D le squadre partecipanti effettive sono diventate 47.

## Squadre partecipanti

### Girone A
- Amatori Milano
- Asti
- Biella
- Calvisano A
- Chicken CUS Milano
- CUS Pavia
- Lumezzane
- Rugby Milano
- Ospitaletto
- Parabiago
- Varese
- VII Rugby Torino

### Girone B
- Badia[2]
- CUS Genova
- CUS Perugia
- Formigine[3]
- Jesi '70[4]
- Livorno
- Mantova
- Pieve
- Roccia Rubano
- Sesto Rugby
- Vasari Arezzo
- Viterbo

### Girone C
- Alpago[5]
- Bassano
- Casale
- Conegliano
- CUS Padova
- CUS Verona
- Feltre
- Paese
- Tarvisium
- Valpolicella
- Valsugana
- Villorba

### Girone D
- Accademia Roma
- Avezzano
- SR Catania
- CUS Roma
- Frascati
- Messina[1]
- Milazzo
- Paganica
- Ragusa
- Rieti[6]
- Sabina
- Torre del Greco

## Stagione regolare

### Girone A
| 3-10-2004 | 1ª/12ª giornata          | 23-1-2005 |
| --------- | ------------------------ | --------- |
| 19-12     | Am. Milano - CUS Pavia   | 18-12     |
| 49-8      | Milano - Biella          | 23-41     |
| 32-12     | Calvisano A - Asti       | 39-16     |
| 32-7      | Ospitaletto - CUS Milano | 3-48      |
| 23-38     | Varese - Lumezzane       | 20-23     |
| 24-9      | Settimo - Parabiago      | 13-17     |

| 31-10-2004 | 4ª/15ª giornata         | 6-3-2005 |
| ---------- | ----------------------- | -------- |
| 17-31      | Parabiago - Lumezzane   | 12-38    |
| 35-13      | CUS Milano - Settimo    | 62-3     |
| 20-14      | CUS Pavia - Calvisano A | 9-45     |
| 24-17      | Asti - Varese           | 11-26    |
| 0-45       | Biella - Am. Milano     | 5-72     |
| 18-11      | Ospitaletto - Milano    | 19-43    |

| 28-11-2004 | 7ª/18ª giornata          | 17-4-2005 |
| ---------- | ------------------------ | --------- |
| 45-25      | Am. Milano - Ospitaletto | 33-22     |
| 9-6        | Parabiago - Asti         | 5-35      |
| rinv.      | Biella - CUS Pavia       | 12-38     |
| 19-13      | Lumezzane - CUS Milano   | 3-29      |
| 16-21      | Varese - Calvisano A     | 14-34     |
| 22-18      | Settimo - Milano         | 0-11      |

| 19-12-2004 | 10ª/21ª giornata        | 15-5-2005 |
| ---------- | ----------------------- | --------- |
| 8-32       | Milano - Lumezzane      | 18-51     |
| 14-9       | CUS Milano - Asti       | 26-16     |
| 16-12      | Calvisano A - Parabiago | 41-0      |
| 28-11      | Ospitaletto - Biella    | 12-13     |
| 28-14      | Varese - CUS Pavia      | 10-27     |
| 5-30       | Settimo - Am. Milano    | 0-41      |

| 10-10-2004 | 2ª/13ª giornata          | 30-1-2005 |
| ---------- | ------------------------ | --------- |
| 18-13      | Parabiago - Varese       | 11-25     |
| 32-26      | CUS Milano - Calvisano A | 30-26     |
| 23-12      | CUS Pavia - Ospitaletto  | 13-21     |
| 10-10      | Asti - Milano            | 23-16     |
| 8-21       | Biella - Settimo         | 3-11      |
| 27-26      | Lumezzane - Am. Milano   | 16-22     |

| 7-11-2004 | 5ª/16ª giornata       | 3-4-2005 |
| --------- | --------------------- | -------- |
| 14-35     | Am. Milano - Asti     | -        |
| 15-8      | Milano - Calvisano A  | 13-63    |
| 26-25     | Parabiago - CUS Pavia | -        |
| 68-5      | Lumezzane - Biella    | 31-33    |
| 10-22     | Varese - CUS Milano   | 17-23    |
| 14-16     | Settimo - Ospitaletto | 20-34    |

| 5-12-2004 | 8ª/19ª giornata          | 24-4-2005 |
| --------- | ------------------------ | --------- |
| 15-17     | Milano - Varese          | 7-23      |
| 50-10     | CUS Milano - Parabiago   | 35-6      |
| 32-10     | CUS Pavia - Settimo      | 27-22     |
| 16-12     | Calvisano A - Am. Milano | 21-7      |
| 84-0      | Asti - Biella            | 11-15     |
| 9-8       | Ospitaletto - Lumezzane  | 21-27     |

| 16-1-2005 | 11ª/22ª giornata       | 22-5-2005 |
| --------- | ---------------------- | --------- |
| 41-26     | Am. Milano - Varese    | 29-30     |
| 27-7      | Parabiago - Milano     | 29-27     |
| 16-30     | CUS Pavia - CUS Milano | 3-46      |
| 20-17     | Asti - Ospitaletto     | 26-17     |
| 15-34     | Biella - Calvisano A   | 0-95      |
| 45-12     | Lumezzane - Settimo    | 22-23     |

| 17-10-2004 | 3ª/14ª giornata           | 20-2-2005 |
| ---------- | ------------------------- | --------- |
| 64-0       | Am. Milano - Parabiago    | 21-16     |
| 22-12      | Milano - CUS Milano       | 12-52     |
| 28-16      | Calvisano A - Ospitaletto | 41-28     |
| 41-12      | Lumezzane - CUS Pavia     | 27-21     |
| 18-10      | Varese - Biella           | 13-11     |
| 12-27      | Settimo - Asti            | 7-32      |

| 21-11-2004 | 6ª/17ª giornata         | 10-4-2005 |
| ---------- | ----------------------- | --------- |
| 29-17      | CUS Milano - Am. Milano | 9-8       |
| 38-32      | CUS Pavia - Milano      | 54-47     |
| 29-18      | Calvisano A - Settimo   | 43-13     |
| 17-12      | Asti - Lumezzane        | 12-22     |
| 13-12      | Biella - Parabiago      | 8-27      |
| 8-25       | Ospitaletto - Varese    | 7-11      |

| 12-12-2004 | 9ª/20ª giornata         | 8-5-2005 |
| ---------- | ----------------------- | -------- |
| 24-8       | Am. Milano - Milano     | 46-0     |
| 37-46      | Parabiago - Ospitaletto | 3-40     |
| 18-15      | Asti - CUS Pavia        | 41-18    |
| 15-38      | Biella - CUS Milano     | 18-30    |
| 20-10      | Lumezzane - Calvisano A | 6-38     |
| 14-8       | Varese - Settimo        | 30-8     |

#### Classifica
|               |     | Squadra            | G | V | N | P | PF | PS | DP | B | Pt |
| ------------- | --- | ------------------ | - | - | - | - | -- | -- | -- | - | -- |
|               | 1.  | Chicken CUS Milano | - | - | - | - | -  | -  | -  | - | 93 |
|               | 2.  | Calvisano A        | - | - | - | - | -  | -  | -  | - | 80 |
|               | 3.  | Amatori Milano     | - | - | - | - | -  | -  | -  | - | 72 |
|               | 4.  | Lumezzane          | - | - | - | - | -  | -  | -  | - | 66 |
|               | 5.  | Asti               | - | - | - | - | -  | -  | -  | - | 58 |
|               | 6.  | Varese             | - | - | - | - | -  | -  | -  | - | 55 |
|               | 7.  | CUS Pavia          | - | - | - | - | -  | -  | -  | - | 45 |
|               | 8.  | Ospitaletto        | - | - | - | - | -  | -  | -  | - | 40 |
|               | 9.  | Parabiago          | - | - | - | - | -  | -  | -  | - | 38 |
|               | 10. | Rugby Milano       | - | - | - | - | -  | -  | -  | - | 34 |
| Retrocessione | 11. | VII Rugby Torino   | - | - | - | - | -  | -  | -  | - | 26 |
| Retrocessione | 12. | Biella             | - | - | - | - | -  | -  | -  | - | 18 |

### Girone B
| 3-10-2004 | 1ª/12ª giornata     | 23-1-2005 |
| --------- | ------------------- | --------- |
| 16-42     | CUS Genova- Arezzo  | 27-23     |
| 70-31     | Pieve - Jesi 70     | 27-19     |
| 39-19     | Badia - CUS Perugia | 55-0      |
| 75-0      | Livorno - Mantova   | 92-22     |
| 20-20     | Viterbo - Roccia    | 10-28     |
| 12-21     | Sesto - Formigine   | 5-48      |

| 31-10-2004 | 4ª/15ª giornata     | 6-3-2005 |
| ---------- | ------------------- | -------- |
| 43-10      | CUS Genova - Sesto  | 47-12    |
| 17-6       | CUS Perugia - Pieve | 17-19    |
| 70-28      | Roccia - Jesi 70    | 20-9     |
| 18-23      | Arezzo - Viterbo    | 20-26    |
| 3-29       | Formigine - Livorno | 12-57    |
| 15-22      | Mantova - Badia     | 16-53    |

| 28-11-2004 | 7ª/18ª giornata      | 17-4-2005 |
| ---------- | -------------------- | --------- |
| 18-26      | Pieve - Badia        | 15-71     |
| 50-5       | Roccia - CUS Perugia | 10-7      |
| 44-24      | Formigine - Mantova  | 19-17     |
| 14-18      | Jesi 70 - Arezzo     | 6-62      |
| 48-7       | Livorno - CUS Genova | 28-19     |
| 41-0       | Viterbo - Sesto      | 47-10     |

| 19-12-2004 | 10ª/21ª giornata       | 15-5-2005 |
| ---------- | ---------------------- | --------- |
| 50-19      | CUS Genova - Formigine | 14-33     |
| 45-17      | Pieve - Mantova        | 15-9      |
| 17-15      | Arezzo - CUS Perugia   | 14-12     |
| 31-7       | Badia - Roccia         | 42-21     |
| 0-29       | Viterbo - Livorno      | 5-31      |
| 0-17       | Sesto - Jesi 70        | -         |

| 10-10-2014 | 2ª/13ª giornata      | 30-1-2005 |
| ---------- | -------------------- | --------- |
| 49-0       | CUS Perugia - Sesto  | 27-20     |
| 12-3       | Roccia - Pieve       | 8-8       |
| 19-22      | Arezzo - Badia       | 22-55     |
| 17-20      | Formigine - Viterbo  | 12-40     |
| 3-31       | Jesi - Livorno       | 3-42      |
| 12-39      | Mantova - CUS Genova | 13-39     |

| 7-11-2004 | 5ª/16ª giornata       | 3-4-2005 |
| --------- | --------------------- | -------- |
| 30-14     | Pieve - Arezzo        | 12-39    |
| 29-20     | Roccia - Mantova      | 68-0     |
| 11-7      | Jesi 70 - Formigine   | 29-30    |
| 52-10     | Livorno - CUS Perugia | 36-8     |
| 27-15     | Viterbo - CUS Genova  | 20-24    |
| 13-34     | Sesto - Badia         | 12-67    |

| 5-12-2004 | 8ª/19ª giornata         | 24-4-2005 |
| --------- | ----------------------- | --------- |
| 45-3      | CUS Genova - Jesi 70    | 14-32     |
| 19-5      | CUS Perugia - Formigine | 17-33     |
| 18-30     | Arezzo - Roccia         | 7-38      |
| 27-27     | Badia - Livorno         | 20-26     |
| 18-20     | Mantova - Viterbo       | 19-47     |
| 5-36      | Sesto - Pieve           | 0-59      |

| 16-1-2005 | 11ª/22ª giornata         | 22-5-2005 |
| --------- | ------------------------ | --------- |
| 14-59     | CUS Perugia - CUS Genova | 5-39      |
| 58-20     | Roccia - Sesto           | 61-0      |
| 12-72     | Formigine - Badia        | 12-81     |
| 12-22     | Jesi 70 - Viterbo        | 6-12      |
| 54-15     | Livorno - Pieve          | 52-7      |
| 22-29     | Mantova - Arezzo         | 32-43     |

| 17-10-2004 | 3ª/14ª giornata       | 20-2-2005 |
| ---------- | --------------------- | --------- |
| 34-35      | Pieve - Formigine     | 37-12     |
| 45-10      | Badia - CUS Genova    | 33-22     |
| 48-7       | Jesi 70 - Mantova     | 15-39     |
| 19-20      | Livorno - Roccia      | 20-17     |
| 15-22      | Viterbo - CUS Perugia | 37-19     |
| 13-41      | Sesto - Arezzo        | 5-21      |

| 21-11-2004 | 6ª/17ª giornata       | 10-4-2005 |
| ---------- | --------------------- | --------- |
| 33-8       | CUS Genova - Pieve    | 3-30      |
| 38-3       | CUS Perugia - Jesi 70 | 18-8      |
| 20-33      | Arezzo - Livorno      | 26-45     |
| 19-6       | Badia - Viterbo       | 20-0      |
| 19-32      | Formigine - Roccia    | 0-33      |
| 37-7       | Mantova - Sesto       | 19-18     |

| 12-12-2004 | 9ª/20ª giornata       | 8-5-2005 |
| ---------- | --------------------- | -------- |
| 42-21      | CUS Perugia - Mantova | 7-29     |
| 23-22      | Pieve - Viterbo       | 14-14    |
| 29-30      | Roccia - CUS Genova   | 17-12    |
| 22-26      | Formigine - Arezzo    | 22-39    |
| 19-39      | Jesi 70 - Badia       | 6-92     |
| 52-15      | Livorno - Sesto       | -        |

#### Classifica
|               |     | Squadra       | G | V | N | P | PF | PS | DP | B | Pen | Pt |
| ------------- | --- | ------------- | - | - | - | - | -- | -- | -- | - | --- | -- |
|               | 1.  | Badia         | - | - | - | - | -  | -  | -  | - | -4  | 63 |
|               | 2.  | Livorno       | - | - | - | - | -  | -  | -  | - | 0   | 62 |
|               | 3.  | Roccia Rubano | - | - | - | - | -  | -  | -  | - | 0   | 49 |
|               | 4.  | CUS Genova    | - | - | - | - | -  | -  | -  | - | 0   | 45 |
|               | 5.  | Pieve         | - | - | - | - | -  | -  | -  | - | 0   | 38 |
|               | 6.  | CUS Perugia   | - | - | - | - | -  | -  | -  | - | 0   | 36 |
|               | 7.  | Viterbo       | - | - | - | - | -  | -  | -  | - | 0   | 35 |
|               | 8.  | Vasari Arezzo | - | - | - | - | -  | -  | -  | - | 0   | 34 |
|               | 9.  | Mantova       | - | - | - | - | -  | -  | -  | - | 0   | 15 |
|               | 10. | Jesi '70      | - | - | - | - | -  | -  | -  | - | -4  | 10 |
| Retrocessione | 11. | Formigine     | - | - | - | - | -  | -  | -  | - | -12 | 5  |
| Retrocessione | 12. | Sesto Rugby   | - | - | - | - | -  | -  | -  | - | 0   | 1  |

### Girone C
| 3-10-2004 | 1ª/12ª giornata       | 23-1-2005 |
| --------- | --------------------- | --------- |
| 41-22     | CUS Padova - Villorba | 34-22     |
| 31-19     | CUS Verona - Bassano  | 41-5      |
| 9-12      | Alpago - Valpolicella | 48-14     |
| 20-3      | Conegliano - Paese    | 29-0      |
| 17-16     | Feltre - Casale       | 58-14     |
| 67-0      | Tarvisium - Valsugana | 27-17     |

| 31-10-2004 | 4ª/15ª giornata       | 6-3-2005 |
| ---------- | --------------------- | -------- |
| 3-16       | Conegliano - Alpago   | 27-18    |
| 15-22      | Feltre - CUS Padova   | 10-75    |
| 21-20      | Paese - Tarvisium     | 27-22    |
| 27-13      | Valpolicella - Casale | 15-15    |
| 6-32       | Valsugana - Bassano   | 8-24     |
| 14-34      | Villorba - CUS Verona | 18-19    |

| 28-11-2004 | 7ª/18ª giornata         | 17-4-2005 |
| ---------- | ----------------------- | --------- |
| 3-50       | Casale - Conegliano     | 16-25     |
| 38-17      | CUS Verona - CUS Padova | 16-28     |
| -          | Bassano - Paese         | 16-20     |
| 28-23      | Tarvisium - Alpago      | 29-20     |
| 23-22      | Valpolicella - Feltre   | 48-22     |
| 10-27      | Valsugana - Villorba    | 11-49     |

| 19-12-2004 | 10ª/21ª giornata          | 15-5-2005 |
| ---------- | ------------------------- | --------- |
| 83-0       | CUS Padova - Valsugana    | 60-5      |
| 40-12      | CUS Verona - Feltre       | 26-24     |
| 42-16      | Alpago - Bassano          | 26-42     |
| 17-7       | Conegliano - Valpolicella | 18-8      |
| 30-23      | Paese - Villorba          | 14-19     |
| 22-15      | Tarvisium - Casale        | 14-44     |

| 10-10-2004 | 2ª/13ª giornata          | 30-1-2005 |
| ---------- | ------------------------ | --------- |
| 15-12      | Bassano - Casale         | 24-27     |
| 21-16      | Feltre - Conegliano      | 21-29     |
| 5-35       | Paese - CUS Padova       | 22-19     |
| 18-16      | Valpolicella - Tarvisium | 10-15     |
| 0-33       | Valsugana - Verona       | 7-51      |
| 9-16       | Villorba - Alpago        | -         |

| 7-11-2004 | 5ª/16ª giornata        | 3-4-2005 |
| --------- | ---------------------- | -------- |
| 27-17     | Casale - Villorba      | 15-23    |
| 28-31     | CUS Verona - Paese     | 31-14    |
| 22-37     | Alpago - CUS Padova    | 19-19    |
| 17-15     | Bassano - Valpolicella | -        |
| 5-29      | Valsugana - Feltre     | 19-40    |
| 10-3      | Tarvisium - Conegliano | 0-36     |

| 5-12-2004 | 8ª/19ª giornata         | 24-4-2005 |
| --------- | ----------------------- | --------- |
| 43-14     | CUS Padova - Casale     | 31-27     |
| 10-10     | Alpago - CUS Verona     | 7-60      |
| 33-27     | Conegliano - Bassano    | 18-5      |
| 24-0      | Feltre - Tarvisium      | 14-36     |
| 57-5      | Paese - Valsugana       | 21-36     |
| 15-15     | Villorba - Valpolicella | 20-20     |

| 16-1-2005 | 11ª/22ª giornata          | 22-5-2005 |
| --------- | ------------------------- | --------- |
| 17-44     | Casale - CUS Verona       | 30-32     |
| 33-20     | Bassano - Tarvisium       | 20-15     |
| 22-20     | Feltre - Paese            | 23-21     |
| 5-47      | Valpolicella - CUS Padova | 29-38     |
| 12-46     | Valsugana - Alpago        | 19-48     |
| 23-21     | Villorba - Conegliano     | 23-22     |

| 17-10-2004 | 3ª/14ª giornata           | 20-2-2005 |
| ---------- | ------------------------- | --------- |
| 37-0       | Casale - Valsugana        | 32-14     |
| 41-10      | CUS Padova - Conegliano   | 26-27     |
| 21-19      | CUS Verona - Valpolicella | 36-10     |
| 28-16      | Alpago - Paese            | 10-18     |
| 32-6       | Bassano - Feltre          | 15-37     |
| 24-21      | Tarvisium - Villorba      | 15-13     |
|            |                           |           |

| 21-11-2004 | 6ª/17ª giornata          | 10-4-2005 |
| ---------- | ------------------------ | --------- |
| 31-19      | CUS Padova - Tarvisium   | 32-13     |
| 10-35      | Conegliano - CUS Verona  | 10-23     |
| 30-27      | Feltre - Alpago          | 16-21     |
| 36-23      | Paese - Casale           | 23-13     |
| 72-0       | Valpolicella - Valsugana | 37-7      |
| 17-20      | Villorba - Bassano       | 14-18     |

| 12-12-2004 | 9ª/20ª giornata        | 8-5-2005 |
| ---------- | ---------------------- | -------- |
| 22-24      | Casale - Alpago        | 29-35    |
| 40-5       | CUS Verona - Tarvisium | 25-26    |
| 33-43      | Bassano - CUS Padova   | 12-53    |
| 24-16      | Valpolicella - Paese   | 14-40    |
| 23-18      | Valsugana - Conegliano | 0-77     |
| 12-13      | Villorba - Feltre      | 38-22    |

#### Classifica
|  |     | Squadra      | G | V | N | P | PF | PS | DP | B | Pen | Pt |
|  | --- | ------------ | - | - | - | - | -- | -- | -- | - | --- | -- |
|  | 1.  | CUS Verona   | - | - | - | - | -  | -  | -  | - | 0   | 62 |
|  | 2.  | CUS Padova   | - | - | - | - | -  | -  | -  | - | 0   | 58 |
|  | 3.  | Feltre       | - | - | - | - | -  | -  | -  | - | 0   | 41 |
|  | 4.  | Alpago       | - | - | - | - | -  | -  | -  | - | -4  | 38 |
|  | 5.  | Paese        | - | - | - | - | -  | -  | -  | - | 0   | 38 |
|  | 6.  | Tarvisium    | - | - | - | - | -  | -  | -  | - | 0   | 38 |
|  | 7.  | Bassano      | - | - | - | - | -  | -  | -  | - | 0   | 34 |
|  | 8.  | Conegliano   | - | - | - | - | -  | -  | -  | - | 0   | 33 |
|  | 9.  | Valpolicella | - | - | - | - | -  | -  | -  | - | 0   | 30 |
|  | 10. | Casale       | - | - | - | - | -  | -  | -  | - | 0   | 23 |
|  | 11. | Villorba     | - | - | - | - | -  | -  | -  | - | 0   | 16 |
|  | 12. | Valsugana    | - | - | - | - | -  | -  | -  | - | 0   | 4  |

* Classifica aggiornata alla 14ª giornata.

### Girone D
| 3-10-2004 | 1ª/12ª giornata            | 23-1-2005 |
| --------- | -------------------------- | --------- |
| 88-0      | Avezzano - Ragusa          | -         |
| 17-15     | CUS Roma - Sabina          | 8-38      |
| 54-10     | Frascati - Torre del Greco | -         |
| 35-0      | Milazzo - Accademia Roma   | 13-15     |
| 13-5      | SR Catania - Paganica      | 0-20      |
| Rip.      | Rieti                      |           |

| 31-10-2004 | 4ª/15ª giornata             | 6-3-2005 |
| ---------- | --------------------------- | -------- |
| 44-8       | Accademia Roma - SR Catania | 12-9     |
| 3-10       | Paganica - CUS Roma         | 12-31    |
| 12-38      | Ragusa - Sabina             | 18-35    |
| 16-33      | Rieti - Frascati            | 8-32     |
| 7-22       | Torre del Greco - Milazzo   | 7-46     |
| Rip.       | Avezzano                    |          |

| 28-11-2004 | 7ª/18ª giornata                  | 17-4-2005 |
| ---------- | -------------------------------- | --------- |
| 6-15       | Avezzano - Frascati              | 6-19      |
| 22-8       | CUS Roma - SR Catania            | 15-8      |
| 30-14      | Milazzo - Rieti                  | 34-7      |
| 11-5       | Ragusa - Paganica                | 11-13     |
| 27-29      | Torre del Greco - Accademia Roma | 0-34      |
| Rip.       | Sabina                           |           |

| 19-12-2004 | 10ª/21ª giornata          | 15-5-2005 |
| ---------- | ------------------------- | --------- |
| 30-8       | Avezzano - Milazzo        | 7-21      |
| 5-16       | CUS Roma - Accademia Roma | 11-8      |
| 20-13      | Frascati - Sabina         | 19-15     |
| 27-5       | Rieti - Torre del Greco   | 7-22      |
| 26-19      | SR Catania - Ragusa       | -         |
| Rip.       | Paganica                  |           |

| 10-10-2004 | 2ª/13ª giornata            | 30-1-2005 |
| ---------- | -------------------------- | --------- |
| 11-20      | Accademia Roma - Rieti     | 20-15     |
| 7-33       | Paganica - Frascati        | 12-53     |
| 22-27      | Ragusa - CUS Roma          | 16-22     |
| 15-27      | Sabina - Milazzo           | 16-22     |
| 3-48       | Torre del Greco - Avezzano | 15-14     |
| Rip.       | SR Catania                 |           |

| 7-11-2004 | 5ª/16ª giornata          | 3-4-2005 |
| --------- | ------------------------ | -------- |
| 32-8      | Avezzano - Rieti         | 12-0     |
| 65-0      | Frascati - SR Catania    | 19-5     |
| 27-5      | Milazzo - Paganica       | 15-29    |
| 13-22     | Ragusa - Accademia Roma  | 20-15    |
| 35-14     | Sabina - Torre del Greco | 26-5     |
| Rip.      | CUS Roma                 |          |

| 5-12-2004 | 8ª/19ª giornata            | 24-4-2005 |
| --------- | -------------------------- | --------- |
| 18-34     | Accademia Roma - Avezzano  | 7-27      |
| 27-10     | Frascati - CUS Roma        | 18-9      |
| 28-22     | Paganica - Torre del Greco | 3-5       |
| 19-15     | Rieti - Sabina             | 24-3      |
| 8-41      | SR Catania - Milazzo       | -         |
| Rip.      | Ragusa                     |           |

| 16-1-2005 | 11ª/22ª giornata             | 22-5-2005 |
| --------- | ---------------------------- | --------- |
| 15-12     | Milazzo - CUS Roma           | 15-7      |
| 14-19     | Paganica - Rieti             | 10-8      |
| 0-74      | Ragusa - Frascati            | 11-79     |
| 0-3       | Sabina - Avezzano            | 11-3      |
| 31-26     | Torre del Greco - SR Catania | 12-34     |
| Rip.      | Accademia Roma               |           |

| 17-10-2004 | 3ª/14ª giornata            | 20-2-2005 |
| ---------- | -------------------------- | --------- |
| 43-0       | Avezzano - Paganica        | 10-21     |
| 32-12      | CUS Roma - Torre del Greco | 20-17     |
| 31-5       | Milazzo - Ragusa           | 27-8      |
| 27-6       | Sabina - Accademia Roma    | 12-8      |
| 14-21      | SR Catania - Rieti         | 8-41      |
| Rip.       | Frascati                   |           |

| 21-11-2004 | 6ª/17ª giornata           | 10-4-2005 |
| ---------- | ------------------------- | --------- |
| 15-37      | Accademia Roma - Frascati | 6-25      |
| 10-7       | Paganica - Sabina         | 5-12      |
| 22-17      | Rieti - CUS Roma          | 7-22      |
| 22-17      | Torre del Greco - Ragusa  | 18-37     |
| 21-23      | SR Catania - Avezzano     | 9-10      |
| Rip.       | Milazzo                   |           |

| 12-12-2004 | 9ª/20ª giornata           | 8-5-2005 |
| ---------- | ------------------------- | -------- |
| 3-17       | CUS Roma - Avezzano       | 14-24    |
| 17-15      | Milazzo - Frascati        | 7-41     |
| 15-34      | Paganica - Accademia Roma | 6-13     |
| 12-17      | Ragusa - Rieti            | 28-28    |
| 36-17      | Sabina - SR Catania       | 33-3     |
| Rip.       | Torre del Greco           |          |

#### Classifica
|               |     | Squadra         | G | V | N | P | PF | PS | DP | B | Pen | Pt |
| ------------- | --- | --------------- | - | - | - | - | -- | -- | -- | - | --- | -- |
|               | 1.  | Avezzano        | - | - | - | - | -  | -  | -  | - | 0   | 52 |
|               | 2.  | Frascati        | - | - | - | - | -  | -  | -  | - | 0   | 49 |
|               | 3.  | Milazzo         | - | - | - | - | -  | -  | -  | - | 0   | 45 |
|               | 4.  | Sabina          | - | - | - | - | -  | -  | -  | - | 0   | 41 |
|               | 5.  | CUS Roma        | - | - | - | - | -  | -  | -  | - | 0   | 34 |
|               | 6.  | Accademia Roma  | - | - | - | - | -  | -  | -  | - | 0   | 33 |
|               | 7.  | Rieti           | - | - | - | - | -  | -  | -  | - | -8  | 27 |
|               | 8.  | Torre del Greco | - | - | - | - | -  | -  | -  | - | 0   | 16 |
|               | 9.  | Paganica        | - | - | - | - | -  | -  | -  | - | 0   | 16 |
|               | 10. | SR Catania      | - | - | - | - | -  | -  | -  | - | 0   | 11 |
| Retrocessione | 11. | Ragusa          | - | - | - | - | -  | -  | -  | - | 0   | 8  |
|               | 12. | Messina         | - | - | - | - | -  | -  | -  | - | -   | -  |

* Classifica aggiornata alla 14ª giornata.

## Play-off promozione

### Andata
| 5 giugno 2005 | CUS Verona | 11 – 6 | Chicken CUS Milano |  |

| 5 giugno 2005 | Calvisano A | 32 – 25 | CUS Padova |  |

| 5 giugno 2005 | Badia | 19 – 24 | Frascati |  |

| 5 giugno 2005 | Milazzo | 13 – 8 | Livorno |  |

### Ritorno
| 12 giugno 2005 | Chicken CUS Milano | 8 – 18 | CUS Verona |  |

| 12 giugno 2005 | CUS Padova | 21 – 13 | Calvisano A |  |

| 12 giugno 2005 | Frascati | 23 – 6 | Badia |  |

| 12 giugno 2005 | Livorno | 37 – 16 | Milazzo |  |

## Verdetti
- CUS Padova, CUS Verona, Frascati e Livorno promosse in serie A 2005-06.
- Biella, Formigine, Messina, Ragusa, Sesto Rugby, Valsugana, VII Rugby Torino e Villorba retrocesse in serie C.